# Ramal do Poço Fundo
| Ramal do Poço Fundo | Ramal do Poço Fundo |
| ------------------- | ------------------- |
| Spurweite:          | 1000 mm (Meterspur) |
|                     |                     |

Der Ramal do Poço Fundo ist eine historische Eisenbahnstrecke in Brasilien.
Der Ramal do poço fundo wurde im Jahr 1908 als Anschlussgleis eröffnet, das die Verbindung zwischen den Bahnhöfen Patrocínio do Muriaé, an der Linha de Manhuaçu in Minas Gerais und dem Ort Poço Fundo (Cândido Froes) an der Linha de Carangola im Bundesstaat Rio de Janeiro herstellte. Die Eisenbahnstrecke wurde durch die Bahngesellschaft Estrada de Ferro Leopoldina betrieben und am 11. April 1974 durch die Nachfolgerin Rede Ferroviária Federal RFFSA stillgelegt.